# Pisarz (urząd)
Pisarz – w dawnej Polsce sekretarz, notariusz (rejent), urzędnik zatrudniony w sądach, kancelarii i administracji cywilnej i wojskowej. W zależności od kompetencji wyróżniano następujących pisarzy: pisarz bartny, pisarz dekretowy, pisarz gminny, pisarz graniczny, pisarz grodzki, pisarz gwarecki, pisarz hospodarski, pisarz kancelarii kanclerskiej, pisarz kanclerza (metrykant), pisarz ławy miejskiej, pisarz marszałkowski, pisarz miejski, pisarz nadworny wielki, pisarz olbory, pisarz podkomorski, pisarz polny, pisarz pułkowy, pisarz radziecki, pisarz sądu wiejskiego, pisarz skarbowy, pisarz sztolni, pisarz wielki, pisarz wyroków, pisarz ziemski, pisarz żupny.